# Hoquei sobre herba
L'hoquei sobre herba (IPA: [uˈkɛj ˈso.βɾə ˈer.bə]) és un esport de conjunt practicat entre dos equips d'onze jugadors cadascun, que consisteix a impulsar una bola amb l'estic cap a la porteria defensada per l'equip contrari, amb l'objectiu de marcar gols. Per altres esports relacionats, vegeu hoquei.

## Història
Com en altres manifestacions esportives podem trobar modalitats properes en èpoques llunyanes, es té registre gràfic de dues persones utilitzant pals amb una pilota en l'Antic Egipte, fa 4.000 anys. Molts museus ofereixen proves que Grecs i Romans hi jugaven. Igualment existeix un relleu de l'Edat Mitjana a Europa on es poden veure dues persones jugant. Es creu també, que es va poder haver originat a Àsia, en el que avui es coneix com a Pakistan i Índia, solien fer el pal de fusta d'hoquei amb una canya i el seu rizoma i les pilotes de cautxú de bambú.
A la fi del segle xix es conforma la primera associació d'hoquei sobre gespa, com els Jocs Ístmics, a Grècia, o els indis americans, tant del nord com del sud, els àrabs, que tenien un joc anomenat 'koura' o els xilens un d'anomenat 'cineca'. A Anglaterra trobem referències cap a l'any 1175 o unes vidrieres a les catedrals de Canterbury i Gloucester que daten del segle xiii. Els anglesos feien derivar l'hoquei d'un altre jocs irlandès anomenat 'hurley' o 'hurlino'.
L'hoquei modern feu la seva aparició a inicis de la segona meitat del segle xix als col·legis privats anglesos. El primer reglament escrit apareix el 1852. L'any 1875 una societat londinenca dita 'The Men Hockey Association' donà un bon pas per a corregir les antigues regles per tal de millorar el joc. El pas definitiu es donà el 16 de gener de 1886 quan els clubs Blackheath, Molesey, Wimbledom, Earling, Surbiton, Teddington, Eliot Place School, de Blackhead; i Trinity College de Cambridge constituïren la 'Federació d'Hoquei'. A finals del segle xix ja era un esport molt popular, fins i tot entre les dones.
La 'Federació Internacional d'Hoquei' començà a funcionar a París el 7 de gener de 1924, amb assistència de les delegacions d'Àustria, Bèlgica, Espanya, França, Hongria, Suïssa i Txecoslovàquia. Índia i Pakistan han estat els principals dominadors, encara que actualment els països d'Europa occidental dominen els campionats. També és molt popular a Oceania i, des de 1908, forma part dels Jocs Olímpics.
A Espanya es començà a practicar abans de la Primera Guerra Mundial, però no fou fins al 1923 que es constituí oficialment la 'Federació Espanyola d'Hoquei' a Barcelona.

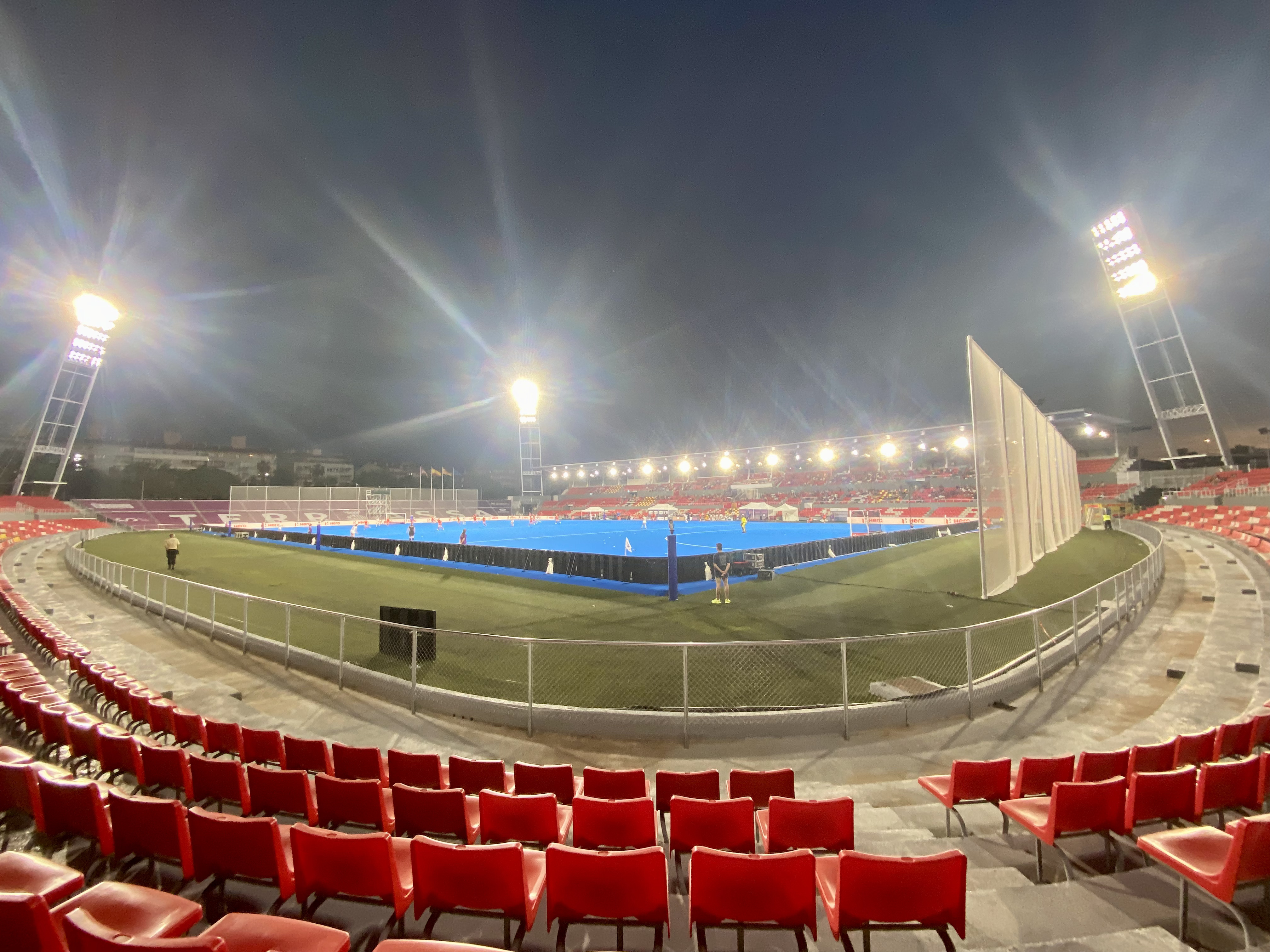
Estadi Olímpic Municipal de Terrassa (2022)

## Conceptes bàsics del reglament
- Gol: Un gol només és vàlid si ha sigut anotat des de dins de l'àrea
- Cop franc: manera de posar la bola en joc després que algun jugador hagi rebut una falta en qualsevol part del terreny de joc, o després que hagi sortit la bola dels límits del camp. El jugador que executa el cop franc pot sortir amb la pilota controlada o bé passar-li a un company situat a més de 5 metres.
- Córner: Posar la bola en joc des de la línia 22 just davant per on ha sortit, quan aquesta ha estat impulsada fora del camp a través de la línia de fons. Només serà córner si el jugador que expulsa la bola involuntàriament forma part de l'equip que defensa la porteria situada en aquell mig camp.
- Bulling: Servei neutral que es fa quan s'ha produït alguna interrupció no penalitzable o no favorable a cap dels dos equips. Dos jugadors, un de cada equip, fan xocar un cop els estics amb la bola al mig i ja poden disputar-se-la.
- Penal córner: sanció a mig camí entre el córner i el penal del futbol. Es produeix quan l'equip defensor comet una falta voluntària dins del seu migcamp o quan comet una falta involuntària dins de la seva àrea. Un jugador de l'equip beneficiat posa la bola en joc des de la línia de fons i l'envia a companys seus situats al voltant de l'àrea rival. El porter i quatre jugadors de l'equip defensor intenten evitar el gol sortint de la línia de fons, o fins i tot des de la línia de gol.
- Penal stroke: equivalent al penal del futbol. Es produeix quan l'equip defensor comet una falta voluntària dins la seva àrea. Un jugador atacant executa el penal des del punt de 6,40 metres.
- Faltes més habituals Les principals faltes són el joc perillós (aixecar l'estic i/o la bola més amunt del maluc; és a dir, de forma perillosa), els peus (tocar, parar o jugar la bola amb els peus), obstrucció (situar-se entre la bola i el rival sense intenció de jugar-la), el revés d'estic (jugar la bola per la part no plana de la pala de l'estic) i aixecar la bola prop d'un adversari.
- Targetes: La targeta verda significa l'expulsió del jugador durant 2 minuts per reiteració de faltes o per protestar a l'àrbitre. La targeta groga suposa una exclusió temporal per un mínim de 5 minuts. La segona groga no implica la vermella (només en cas que les dues grogues siguin per cometre el mateix tipus de falta). La targeta vermella comporta l'expulsió del partit.
- Penal Shoot Out: Incorporat l'any 2012. L'ús d'aquest tipus de penal és exclusiu d'aquelles competicions eliminatòries. Si el partit acaba en empat es realitza una ronda de 5 shoot outs. Una jugadora es col·loca a la línia de 22 amb una pilota, des d'on haurà de realitzar un u contra u vers la porter/a de l'altre equip. Té 8 segons per executar la jugada. El penal acaba si la jugadora marca gol, també s'esgoten els vuit segons si la pilota surt de l'àrea o si es produeix una falta.

## Terreny de joc[2]
L'hoquei sobre herba es practica en un camp rectangular a l'aire lliure, amb unes mides de 91,40 metres de llarg i 55 metres d'ample. Dividint el camp, trobem tres línies paral·leles entre si: la línia de mig camp o de centre i les línies de 23, que estan a 22,90 metres de les línies de fons, on se situen les porteries.

Terreny de joc

Les porteries tenen unes dimensions de 3,66 metres d'ample i 2,14 metres d'alt i al seu voltant trobem les àrees dibuixades circularment a 15 metres.
El punt de penal stroke és un cercle que es troba a 6,40 metres de la línia de porteria.

## Competicions

### Competicions de clubs nacionals

#### Catalunya
- Campionat de Catalunya
- Supercopa Múnich

#### Espanya
- Lliga espanyola
- Copa del Rei

### Competicions de Clubs Internacionals
- Eurolliga d'hoquei herba (Eurohockey League)

- Recopa d'Europa d'hoquei herba

### Competicions de Seleccions
- Campionat del món d'hoquei herba
- Hockey Pro League

## Clubs

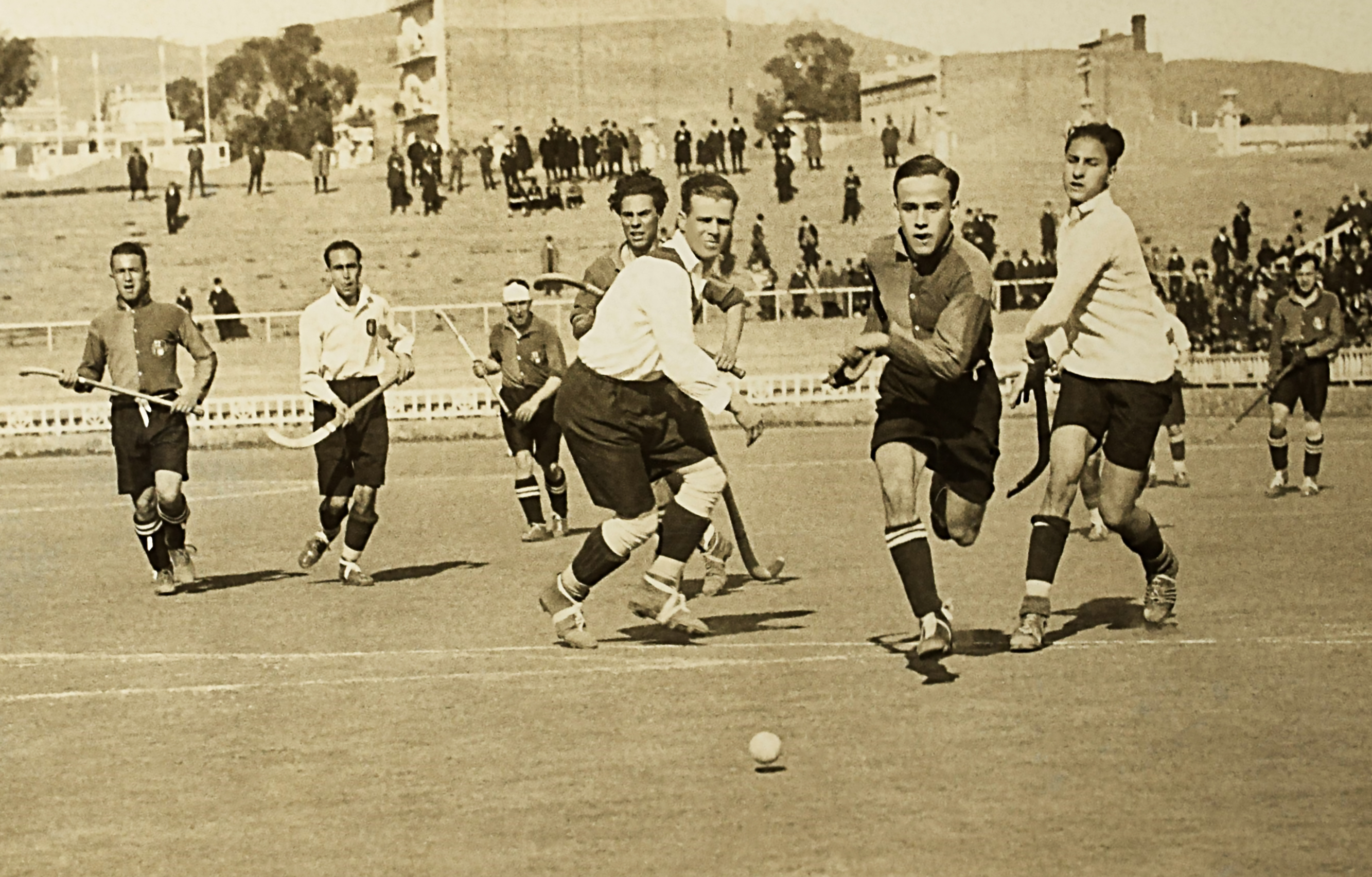
Paco Argemí i Solà, al centre de la imatge, en un partit d'hoquei herba (Terrassa, 1920)

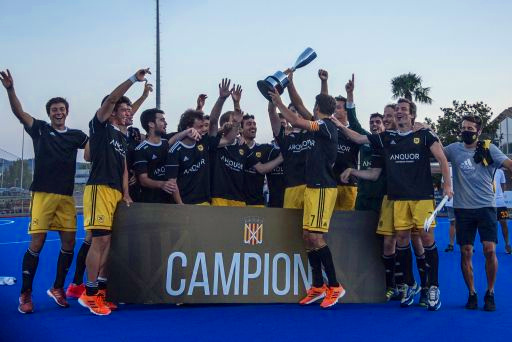
Atlètic Terrassa HC celebrant la revàlida del Campionat de Catalunya el 2020

### Catalunya
- Atlètic Terrassa Hockey Club (Terrassa)
- Club Egara (Terrassa)
- Reial Club de Polo (Barcelona)
- Club Deportiu Terrassa Hockey (Terrassa)
- Futbol Club Barcelona (Barcelona)
- Júnior Futbol Club (Sant Cugat del Vallès)
- Línia 22 Hoquei Club (Terrassa)
- Castelldefels Hockey Club (Castelldefels)
- Iluro Hoquei Club (Mataró)
- Matadepera 88 Hockey (Matadepera)
- Olímpia HC Club (Castelldefels)
- Club Hoquei Sant Andreu (Sant Andreu de la Barca)
- Catalonia Hoquei Club (Barcelona)
- Club Esportiu Mediterrani (Barcelona, desaparegut)
- Sarrià Hoquei Club (Barcelona)
- Saint Paul's School (Barcelona)
- Club de Tennis Les Fonts (Les Fonts)
- Entitat Esportiva Vacarisses (Vacarisses)
- Club Hoquei Valldoreix (Valldoreix, Sant Cugat del Vallès)
- Hockey Rugby Club Sitges (Sitges)
- Sant Esteve Sesrovires hoquei club (Sant Esteve Sesrovires)

#### Filials
- Vallès Esportiu (Terrassa)
- Atlètic 1952 (Terrassa)
- Can Salas (Terrassa)
- Rusc H.C. (Terrassa)
- Egara 1935 (Terrassa)
- E.H.C. (Terrassa)
- A.D. Rimas (Terrassa)
- Club Terrassa 1910 (Terrassa)
- Diagonal HC (Barcelona)
- Pedralbes HC (Barcelona)
- CE Pedralbes 1991 (Barcelona)
- Gran Reserva HC (Barcelona)
- Júnior 1917 (Sant Cugat del Vallès)
- Hc Sant Cugat (Sant Cugat del Vallès)
- Barceloní Stick HC (Barcelona)